# Репантини (Квебек)
Репантинѝ (на френски: Repentigny) е град в провинция Квебек, Канада, разположен в регионалния окръжен муниципалитет (MRC) Асомпсион в административния регион Ланодиер. Разположен на устието на река Асомспион и към 2021 г. има население от 86 100 души. 

## География
Репантини се намира североизточно от град Монреал, на брега на реките Сейнт Лорънс и Асомпсион. Този регион се счита за източното предградие на Монреал. Територията на града се простира върху островите Сен Лоран, Анекските острови, Ил о Серфьой, Ил а л'Егл, Ил о Боа Блан и Ил Бурдон.
Западният край на града исторически се е наричал Репантини ле Бен поради наличието на множество летни резиденции, принадлежащи на монреалци.
Градът се обслужва от гъста пътна мрежа, позволяваща пътуване на местното население и посетители. Важни пътни артерии (40 и 640, 40 и 20, 640 и 25, 15, 13) са свързани с големи центрове като Монреал или Квебек. Разположен в източния край на остров Монреал, Репантини е свързан с него чрез мостовете Гардьор и Шарл де Гол.

### Погранични общини
Репантини граничи с:
- На изток: общини Л'Асомпсион и Сен Сюлпис, река Сейнт Лорънс, общините Вершер и Варен
- На запад: градовете Маскуш, Тербон и Шарльоман
- На север: град Л'Епифани
- На юг: река Ривиер де Прери, град Монреал

## Топонимия
Репантини е топоним, свързан с името на Пиер льо Гардьор, господар на Репантини, който самият го е взел от село Репантини в Пеи д'Ож в Долна Нормандия. Компанията на Нова Франция му дава владението Ла Шеснайе през 1647 г., разположено на територията на днешния град.
Във Франция се споменава в латинизираната форма Repentigneum през 1274 г., а след това в романската Repentigni около 1350 г.
Етимологично името се връща към *REPENTINIACU – гало-римско име на домейн, съставено от *Repentinius, което не е засвидетелствано, или по-скоро Repentinu(s) („този, който се кае“) – християнско лично име, последвано от гало-римската наставка -acum в първия случай или по-скоро от неговата удължена форма -iacum във втория. Тази наставка е от галски произход -acon (келтски *-āko(n)). Първоначално локализираща, по-късно служи за указване на собствеността. Общият смисъл следователно е „собственост на Repentinu(s)“.
Новият град Репантини е създаден на 11 юни 2002 г. от сливането на градовете Ле Гардьор и Репантини.

## История
Основан през 1669 г. под името на Енория „Нотр Дам дьо л'Асомсион дьо Репантини“ (на френски: Notre-Dame-de-l'Assomption-de-Repentigny) от Жан-Батист льо Гардьор, Репантини е един от най-старите градове в по-големия регион на Монреал.
След като Пиер льо Гардьор (1600 – 1648), господар на френско Репантини, поисква земя по поречието на река Сейнт Лорънс от Компанията на Нова Франция, на 16 април 1647 г. са му издадени в Париж актовете за концесия на господството, което ще стане Репантини. Произхождащ от Пеи д'Ож в сегашния френски департамент Калвадос в регион Долна Нормандия, Пиер обаче умира в епидемия година по-късно. Неговият син Жан-Батист льо Гардьор (1632 – 1709) се установява на неговата земя през 1670 г. В края XVII век и началото XVIII век владението се управлява от Агата дьо Сен-Пер (1657 – 1747) – рядко срещана бизнесдама от Нова Франция, съпруга на Пиер льо Гардьор и действаща като негова представителка.
В продължение на 250 години Репантини е обитаван само от няколкостотин фермери, които изкарват прехраната си от селското стопанство. През 1677 г. първото преброяване отчита само 30 жители.
Първият общински съвет е сформиран през юли 1855 г. Така Бенжамин Моро става първият кмет на Репантини.
На 24 юли 1967 г., в 19:00 часа, генерал Шарл дьо Гол прави своята последна спирка преди да стигне до град Монреал, когато напусна Квебек сутринта с кола и е тръгва по Chemin du Roy – първият път на Квебек, създаден през 1660 г. Той е посрещнат от кмета на Репантини Робер Люсиер и многобройни високопоставени гости от съседните общини. 
От 1 юни 2002 г. новият град Репантини обединява бившите общини Репантини и Льо Гардьор (бивш Сен Пол Л'Ермит).

## Население
При преброяването на населението през 2021 г., проведено от Статистическата служба на Канада, Репaнтини има население от 86 100 души. С площ от 61,52 km2 (23,75 sq mi) той е с гъстота на населението от 1399,5 души/km2.
81,4% от населението са бели/европейци, 17,6% са видими малцинства и 1,0% е коренно население. Най-големите видими малцинствени групи са черни (9,9%), араби (3,3%) и латиноамериканци (2,2%)
85,8% от жителите говорят френски като свой майчин език. Други често срещани първи езици са испански (2,3%) арабски (2,0%), хаитянски креолски (1,8%) английски (1,7%), кабилски (0,7%) и италиански (0,6%). 1,6% от жителите са посочили както френски, така и неофициален език като майчин език, докато 0,9% са посочили и френски, и английски.
70,3% от населението е християнско. 59,0% от жителите са католици, 6,7% са християни, 1,6% са протестанти и 3,0% принадлежат към други християнски деноминации или свързани с християнството традиции. Нерелигиозните и светските хора съставляват 23,3% от населението. 6,4% от жителите следват други религии и духовни традиции. Най-голямата нехристиянска религия е ислямът с 5,8% от населението.

## Забележителности
Мелници
Вятърната мелница „Антоан Жете“ (Moulin à vent Antoine-Jetté), с цилиндрична форма, е построена от камък през 1823 г. и остава в експлоатация почти век. Оригиналният вътрешен механизъм все още е на мястото си. Наблизо е вятърната мелница Грение (Moulin à vent Grenier). Последната е напълно реновирана през 2007 г. и оригиналният ѝ вътрешен механизъм е функционален. Предлагат се обиколки с екскурзовод през лятото.
Църква „Сен Пол л'Ермит“
Църквата „Св. отшелник Павел“ (Saint-Paul-l'Ermite) е построена през 1858 г. По своя комплекс, включващ презвитерия и прилежащото гробище, както и по своя план à la récollette, по наличието на крипта, по материали и оформление, църквата е зависима от френската традиция.
Църква „Нотр Дам дьо ла Пюрификасион дьо ла Биенрюз Виерж Мари“
Църквата Notre-Dame-de-la-Purification de la Bienheureuse Vierge-Marie, построена през 1723 г., е класифицирана като обект на културното наследство от правителството на Квебек през 1978 г. Освен това съпругата на Самюел дьо Шамплен – основателят на Квебек е погребана там.
Църква „Нотр Дам де Шан“
Църквата Notre-Dame-des-Champs, проектирана от архитект Роже Д'Ату, е построена през 1963 г. Тя е наричана още църква „La Sacoche” от местното население заради формата си.
Парк „Ил Лебел“
Паркът „Ил Лебел“ (Île-Lebel), разположен по бреговете на река Сейнт Лорънс, е място, предлагащо естествена среда, включително съоръжения за детски игри, мост, пресичащ блато, пътеки в малка гора, хълм за пързаляне през зимата (там се организира Фестивалът на огъня и леда) Позволява практикуване на ски бягане, кънки на лед, разходки, както и наблюдение на диви птици. Денят на Свети Йоан Кръстител също се празнува там: голяма сцена е поставена на открито, за да приветства известни изпълнители. Има и изложение на стари коли.

## Паркове и зелени площи
- Enclos Lefebvre
- Halte Claude-Hunauit-dit-Deschamps (2020)
- Halte de la Bergerie
- Halte des Hôtelleries
- Halte des Vents Dominants
- Halte Margerite-Nicollet (2016)
- Halte Outaragasipi
- Parc Agathe-De Saint-Père (2021)
- Parc Amédée-Meunier
- Parc Catherine-Bousquet (2004)
- Parc Chamberland (1976)
- Parc Champigny
- Parc Charles-De Gaulle
- Parc Claudel (1995)
- Parc Colbert
- Parc de l'Île-Lebel (1993)
- Parc de la Coopérative
- Parc de la Grande-Paix (2013)
- Parc de la Paix (1990)
- Parc de la Seigneurie (1980)
- Parc de la Tourterelle (1995)
- Parc Delacroix (1995)
- Parc des Artisans (1976)
- Parc des Moissons (1986)
- Parc des Premières-Nations (2016)
- Parc des Érables
- Parc Deschamps (1966)
- Parc Desrosiers (1988)
- Parc du Grand-Manitou (2013)
- Parc du Mouiln (1988)
- Parc Entramis (1990)
- Parc Frédéric-Coiteux (2002)
- Parc Germaine-Yale (1963)
- Parc Jean-Baptiste-Meilleur
- Parc Jean-Claude-Crevier
- Parc Jean-Duceppe
- Parc Juneau
- Parc Lachapelle
- Parc Laforest (1962)
- Parc Lajoie (1969)
- Parc Langelier (1989)
- Parc Larochelle (1978)
- Parc Laverdière (1970)
- Parc Le Gardeur
- Parc Louis-Fréchette
- Parc Lucien-Gauthier (1973)
- Parc Marie-Soleil-Tougas (1999)
- Parc Maurice-Richard (2014)
- Parc Montcalm (1990)
- Parc Nicolas-Cusson (2005)
- Parc Notre-Dame-des-Sables
- Parc Pie-XII (1987)
- Parc Rivest (1962)
- Parc Rochefort (2004)
- Parc Saint-Laurent (1985)
- Parc Sanguinet (1989)
- Parc Simard
- Parc Thifault (1962)
- Sentiers de la Presqu'île (1978)

## Транспорт

### Пътна мрежа
- Градът се обслужва главно от Автомагистрала 40. Изходи 94 (път 344), 96 (Автомагистрала 640), 97 (път 344, Льо Гардьор), 98 (бул. „Ларошел“), 100 (бул. „Бриан“), Андустриел (бул. „Андустриел“), 102 ( Rue „Валмон“) и 106 (път 341) свързват Автомагистрала 40 с града.
- Другата автомагистрала е Автомагистрала 640, започваща от Автомагистрала 40 и тръгваща на запад, с изход 51, водещ до Монте де Пионер. Възел 40/640 е възел с форма на четирилистна детелина, свързващ 640 с Шарльоман (през бул. „Селин Дион“).
- Път 138 е главната търговска артерия на града, наречена улица „Нотр Дам“, успоредна на река Сейнт Лорънс.  Другите важни артерии на града са булевардите Iberville, de l'Assomption, Industriel, Brien, Valmont и Louis-Philippe-Picard, както и Lacombe, le Bourg-Neuf, Saint-Paul и de la Presqu'Île за Le сектора Льо Гардьор.[18]

Два моста свързват града с Монреал: „Шарл де Гол“ (A-40) и „Льо Гардьор“ (R-138). Те са особено претоварени по време на пиковите часове. Автомагистрала 40 свързва града с Монреал, разположен 20 km на югозапад, и с Троа Ривиер (100 km на североизток) и Квебек (215 km на североизток). Маршрут 138 продължава на североизток към Сен Сюплис, Лаватри и Бертирвил, след това на юг към Монреал. Автомагистрала 640, от своя страна, следва северния бряг на река Мил Ил към Тербон, Сент Терез и Сент Юсташ.

### Обществен транспорт
Стартът на Трен дьо л'Е (Train de l'Est) е на 11 декември 2014 г. Гара „Репантини“ се намира югозападно от Репантини (сектор Лоьо Гардьор), отчасти под структурите на Автомагистрала 40, и източно от бул. „Пиер льо Гардьор“. С дължина от почти 52 km Трен дьо л'Е, управляван от Метрополната транспортна мрежа (RTM), предлага връзки с оранжевата линия на метрото на станции Совé и Бонавентюр (Централна гара). Започвайки от град Маскуш, влакът пресича град Тербон, в центъра на Автомагистрала 640, и се свързва с железопътната линия CN в Репантини. Преминавайки през град Шарльоман, влакът достига североизточната част на остров Монреал и се присъединява към линията Дю Монтан. В центъра на града се влиза през тунела под планината Маунт Роял.
Автобусен транспорт се осигурява от Регионалната мрежа за колективен транспорт (RTCR) на MRC de L'Assomption. Предлага 9 градски автобусни линии и 4 извънградски вериги. На потребителите е на разположение паркинг с 291 места.

## Култура
През летния сезон градът е много оживен с няколко фестивала, представления и събития, които се провеждат на територията му.
Изграждането на Еспас култюрел (Културното пространство) започна през август 2014 г. Този проект, насочен към подобряване на културното предлагане в региона, е обединяването на три групи: зала за представления, център за изкуство и художествено творчество и тематични градини. На 2 ноември 2015 г. е открит Центърът за изкуства „Диан Дюфрен“. Това място с обща площ от 1365 m2 предлага изложбена зала, многофункционална зала, зала за културно посредничество и място за преподаване.
Градът има телевизионен оператор, специализиран в музика на своя територия. От 1983 г. Асоциацията „Репантини за напредък на музиката“ (ARAMUSIQUE) предлага висококачествени концерти в различните църкви и зали на общината, като организира, наред с други неща, Големи концерти, концертите Сон е Бриош, музикални меси, голяма лятна концерт на оркестъра и музикалния конкурс „Елен Роберж“.

### Фестивали и събития
Градът е домакин на фестивала Октоберфест в Квебек от 2011 г. В Репантини също се провеждат:
- Festival de spectacles jeune-public de Lanaudière (Младежки театрален фестивал), в началото на юли
- Rendez-Vous Estival de Le Gardeur (Тематичен парк с рок музика и семейни забавления), в началото на август
- Festival Gospel (Фестивал на международните госпъл хорове), в средата на август
- National de Soccer (18- ниво национално футболно събитие), в средата на август
- Internationaux de Tennis junior du Canada Banque Nationale (Международното първенство по тенис за юноши на Националната банка – най-голямото спортно събитие в града), в края на август-началото на септември
- Fête du Petit-Village (културно рандеву в стария сектор „Сен Пол л'Ермит“), на всеки 2 есени
- Националният празник на Квебек (Fête Nationale du Québec: St-Jean) предлага много събития, като шоута и изпъления на о-в „Лебел“.
- Le Relais pour la vie
- Mon Festival
- Изложение на стари коли в парк „Ил Лебел“, организиран от V.A.C.M. (Voitures Anciennes et Classiques de Montréal).
- Le Festi-Fleuve
- Le Festival Feu et Glace (Фестивал на огъня и леда) )– през февруари в парка Ил Лебел. За да представи темата за огъня, фестивалът предлага фойерверки, докато за лед се предлагат множество ледени скулптури и зимни дейности. Музикалните изпълнения и павилионите за храна също подобряват събитието.

## Образование
Със своя проект Льо Фурние (Le Fouineur) – програма за подпомагане на академичния успех, предлагана от Общинската библиотека, градът печели голямата награда в категория „Общностно развитие“ на 3-то издание за заслуги на Общинска овация през 2007 г.
Средното училище „Жан Батис Мейор“ (Jean-Baptiste-Meilleur) е едно от най-старите училища в града и третото най-голямо в Квебек. В негова близост е Основно училище „Мари Викторен“ на 63 г.
Училищата Ла Пе (La Paix), Туртел (de la Tourterelle) и Валмон сюр Парк (Valmont-sur-Parcs) са най-големите начални училища в града. Началното училище „Франклин Хил“ е англофонско.
Държавни франскофонски училища:
- Centre de formation professionnelle des Riverains[23]
- Centre la Croisée[24]

Начални училища
- Алфонс Дежарден (École primaire Alphonse-Desjardins) (1951)
- Пе (École primaire de la Paix) (1988)
- Моасон (École primaire des Moissons) (1982)
- Мулен (École primaire du Moulin) (1986)
- Емили Нелиган (École primaire Émile-Nelligan) (1971)
- Антрами (École primaire Entramis) (1986)
- Анри Бураса е Солей дьо л'Об (École primaire Henri-Bourassa et Soleil-de-l'Aube) (1966)
- Жан Дюсеп (École primaire Jean-Duceppe) (1992)
- Йоан XXIII (École primaire Jean-XXIII) (1959)
- Маюскюл (École primaire la Majuscule) (1998)
- Туртел (École primaire la Tourterelle) (1991)
- Бур Ньоф (École primaire le Bourg-Neuf) (1989)
- Лонпре (École primaire Longpré) (1962)
- Луи Фрешет (École primaire Louis-Fréchette) (1965)
- Луи-Жозеф Ю (École primaire Louis-Joseph-Huot) (1960)
- Мари-Викторен (École primaire Marie-Victorin) (1961)
- Пий XII (École primaire Pie-XII) (1961)
- Турнъсол (École primaire Tournesol) (1981)
- Валмон сюр Парк (École primaire Valmont-sur-Parc) (2016)

Средни училища
- Феликс Льоклер (École secondaire Félix-Leclerc) (1992)
- Жан-Батист Мейор (École secondaire Jean-Baptiste-Meilleur) (1963)
- Жан-Клод Кревие (École secondaire Jean-Claude-Crevier) (1948)
- Анволе (École secondaire l'Envolée) (1955)
- Оризон (École secondaire l'Horizon) (1988)[25]

Държавно англофонско училище:
- Франклик Хил (Franklin Hill Elementary School in Repentigny) (2004)[26]

## Кулинария
Сиренето Le Sieur de Legardeur се произвежда от фабриката за сирене Champêtre, която се намира в сектора Льо Гардьор. Това полумеко краве сирене с измита кора е с вкус на диви гъби. Освен това Репантини е град с доста голямо разнообразие от ресторанти.

## Спорт
Градът открива Скейт Плаза Репантини (Skate Plaza Repentigny) през 2013 г. – съоръжение, разположено в Парк „Морис Ришар“, което може да побере до 80 скейтбордисти едновременно. С площ от 1400 m2 той е най-големият в района на Монреал и е на второ място в цял Квебек.
От 1985 г. е домакин на големия турнир „Международното първенство по тенис за юноши на Националната банка“ (Les Internationaux de tennis junior Banque Nationale).
Домакин е в продължение на доста години на публичните тренировки на Импакт и на Националния отбор по футбол.
Спортният комплекс „Жил Трамбле“ (Gilles-Tremblay) е един от най-важните спортни комплекси в Квебек. Кръстен е в чест на вече починалия бивш играч на Монреал Канейдиънс Жил Трамбле.
Арените на Репантини и Льо Гардьор посрещат хиляди хокеисти всяка година.
През март 2007 г. градът и съседните градове са домакини на 42-ия финал на Игрите в Квебек за атлети по-малки от 18 г.
Градът получава наградата „Долар Морен 2006“ за доброволчество в свободното време и спорта. Тя се присъжда на община в провинция Квебек всяка година.

## Известни личности
- Les BB (музикална група)
- Патрик Беноа (водещ и актьор)
- Кьом Серафин Шерие (политик)
- Les Cowboys Fringants, (музикална група)
- Лоран Дофен, (професионален хокеист)
- Ели Дюпюи (певец, музикант и актьор)
- Даник Готие (професионален хокеист)
- Карина Говен ( текстописец )
- Етиен Жерве (автор и режисьор)
- Джузеф Джуно (Жо Жуно), (златотърсач, основател на град Джуно).

Саломон Жуно (търговец, основател на град Милуоки )
- Паскал Леклер (професионален хокеист)
- Жан-Марк Леже (икономист, основател на Léger Marketing )
- Луис Лимбърнър (писател)

Жули Перо (актриса)
- Мартен Пикар (готвач)
- Джейсън Поминвил (професионален хокеист)
- Жозеф Роял (журналист, политик)
- Жулиен Трамбле (комик, тв водещ)
- Александър Трюдел (писател)
- Жан-Мишел Ванасе (журналист, колумнист и водещ)
- Самюел Пиет (канадски футболист)

## Побратимени градове
- Бержерак (Франция)[27]
- Еври (Франция)[27]
- Кечен (Китай)[28]